# Adenostemma lavenia
Adenostemma lavenia es una especie de planta fanerógama perteneciente a la familia Asteraceae. Es originaria de América.

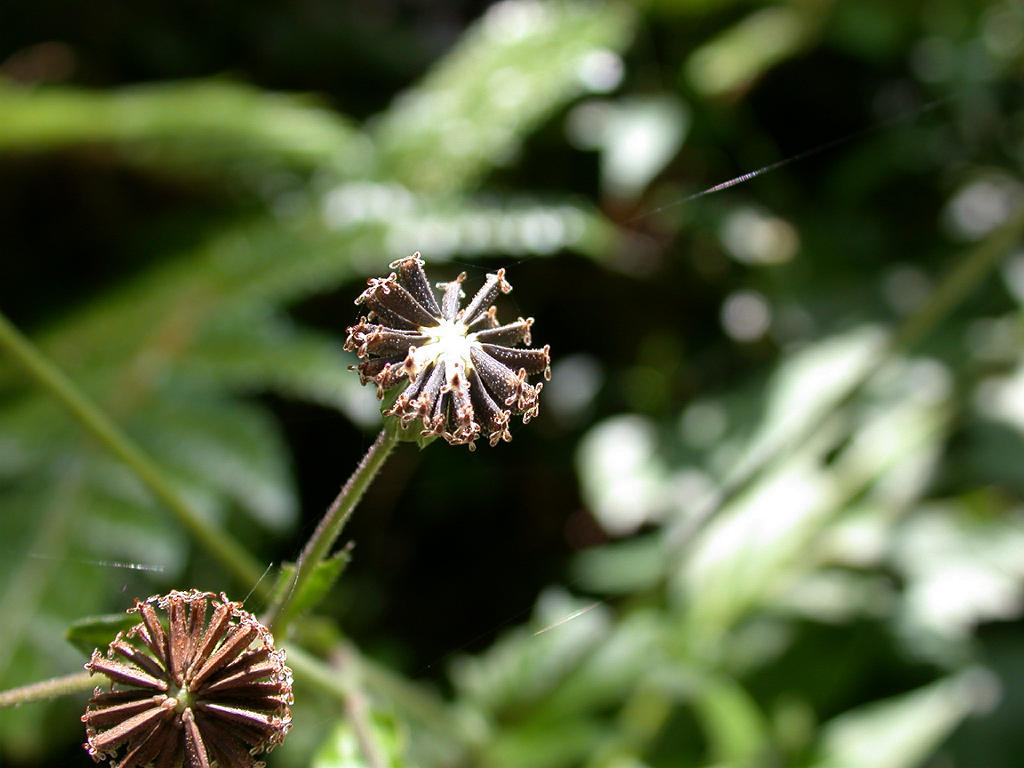

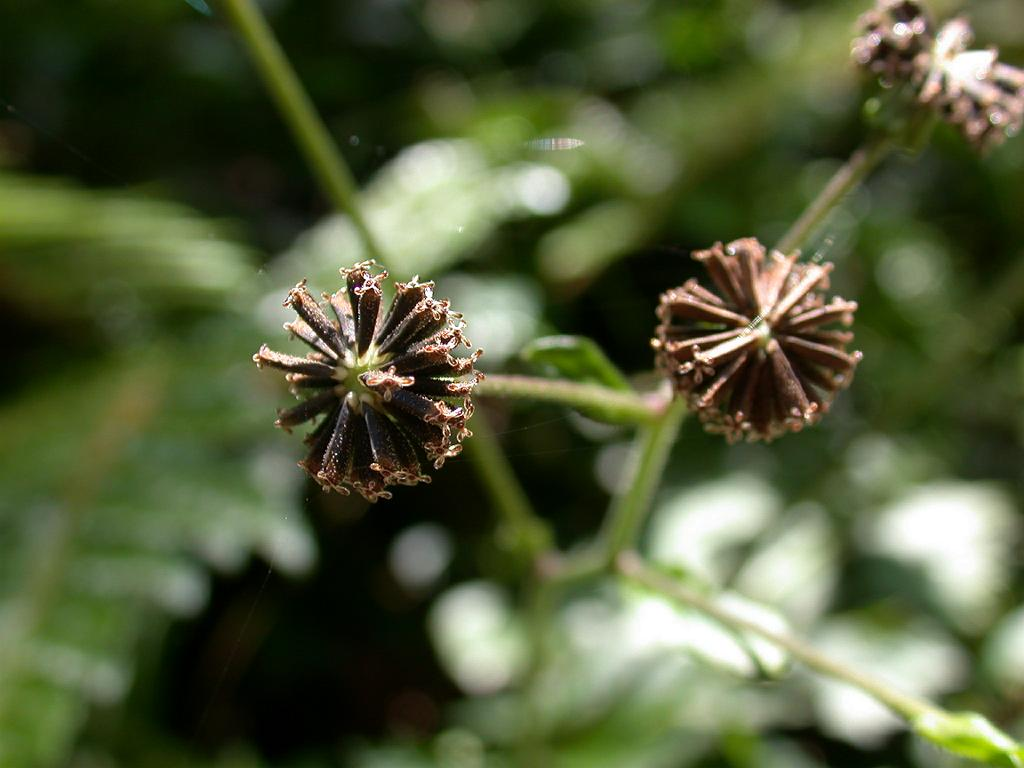

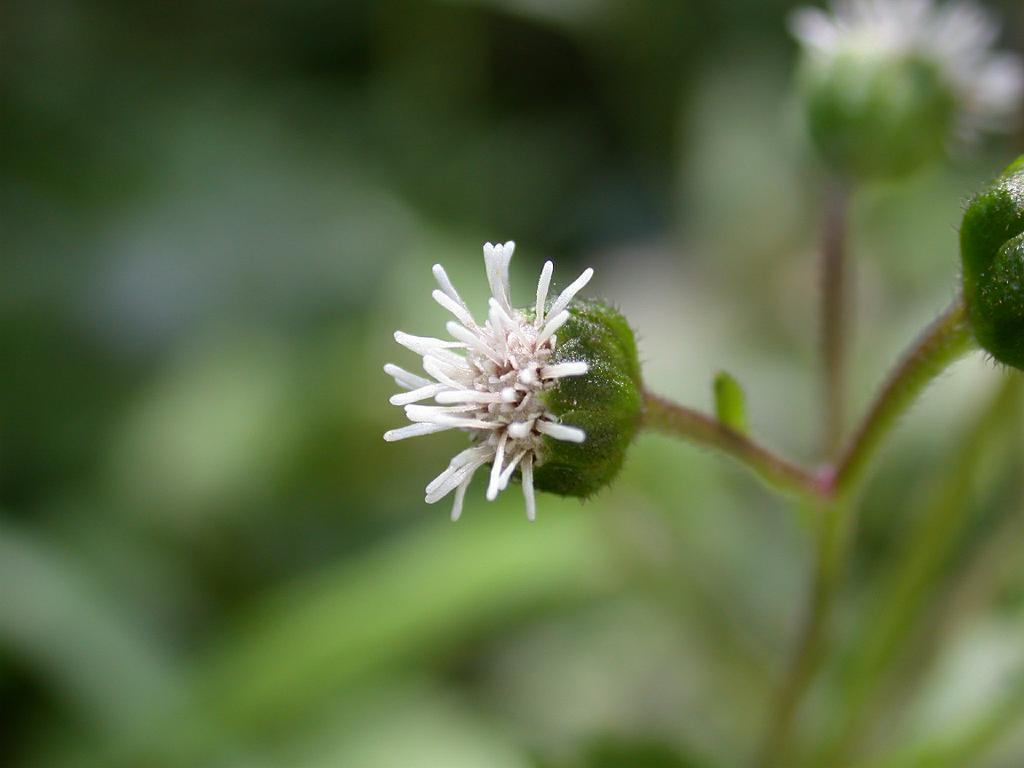
Flor

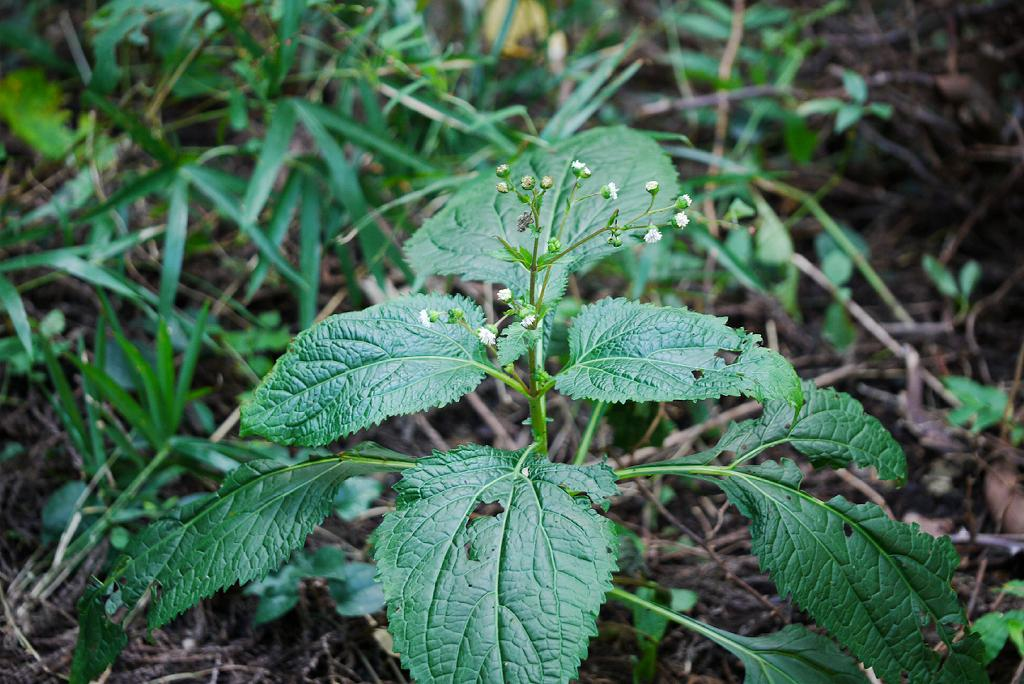
Vista de la planta

## Descripción
Son hierbas perennes que alcanzan un tamaño de 0.5 m de alto o más altas; tallos escasamente puberulentos a glabros. Hojas opuestas, deltoide-ovadas, 4–5 cm de largo y 3.5–4.5 cm de ancho, márgenes irregularmente aserrados, escasamente pubescentes a glabras, 3-nervias desde la base; pecíolos 2–3.5 mm de largo. Capitulescencias abiertas, cimoso-paniculadas, 20–50 capítulos, los últimos pedúnculos 6–20 mm de largo; capítulos discoides; involucros hemisféricos, ca 4 mm de largo y 5–10 mm de ancho; filarias 24–30, en 2–3 series, linear-lanceoladas, eximbricadas, escasamente puberulentas, ciliadas; receptáculos desnudos; flósculos numerosos, perfectos, las corolas 3–3.5 mm de largo, blancas, el tubo casi igual al limbo, el limbo densamente pubescente, 5-lobado; estilo glabro. Los frutos son aquenios claviformes, de 3 mm de largo, muricados; vilano de 3 apéndices con punta glandular (claviformes), 0.8–1 mm de largo.

## Distribución y hábitat
Es una especie rara, sde encuentra en la zona norcentral de América; a una altitud de 650–700 metros; fl y fr dic; como maleza introducida, está ampliamente distribuida en el Océano Pacífico.

## Usos
Adenostemma lavenia se utiliza para la coloración en tonos de azul.
Medicina
Adenostemma lavenia también se utiliza médicamente, como la subespecie adenostemma lavenia var. latifolium en enfermedades de la piel.

## Taxonomía
Adenostemma lavenia fue descrita por (L.) Kuntze y publicado en Revisio Generum Plantarum 1: 304. 1891.
Variedades aceptadas
- Adenostemma lavenia f. angustifolium (C.B.Clarke) Kosterm.
- Adenostemma lavenia var. latifolium (D.Don) Panigrahi
- Adenostemma lavenia var. madurense (DC.) Panigrahi
- Adenostemma lavenia var. parviflorum (Blume) Hochr.
- Adenostemma lavenia var. reticulatum (DC.) Panigrahi
- Adenostemma lavenia var. rugosum (DC.)

Sinonimia
- Adenostemma aquaticum D.Don
- Adenostemma elatum D.Don
- Adenostemma erectum (Sw.) DC.
- Adenostemma fastigiatum (Blume) DC.
- Adenostemma fastigiatum var. fastigiatum
- Adenostemma fastigiatum var. macrophyllum (Blume) Miq.
- Adenostemma latifolium D.Don
- Adenostemma lavenia var. aquaticum (D.Don) Kuntze
- Adenostemma lavenia f. lavenia
- Adenostemma lavenia var. lavenia
- Adenostemma lavenia var. viscosum (J.R.Forst. & G.Forst.) M.R.Almeida
- Adenostemma leiocarpum DC.
- Adenostemma macrophyllum var. repens (Blume) DC.
- Adenostemma rivale Dalz.
- Adenostemma rivale Dalzell
- Adenostemma rugosum DC.
- Adenostemma viscosum var. elatum (D.Don) C.B.Clarke
- Adenostemma viscosum var. fastigiatum (Blume) Blume ex C.B.Clarke
- Adenostemma viscosum var. latifolium (D.Don) C.B.Clarke
- Adenostemma viscosum var. lavenia Hook.f.
- Adenostemma viscosum var. microcephalum (DC.) C.B.Clarke
- Adenostemma viscosum var. trisetum Miq.
- Ageratum aquaticum Roxb.
- Anisopappus candelabrum H.Lév.
- Lavenia alba wallich
- Lavenia aquatica Spreng.
- Lavenia carnosa wallich
- Lavenia dentata wallich
- Lavenia divaricata Ham.DC.
- Lavenia elata Spreng.
- Lavenia erecta Sw.
- Lavenia fastigiata Blume
- Lavenia latifolia Spreng.
- Lavenia nudiflora Hort. ex DC.
- Lavenia rugosa Wight
- Myriactis candelabrum (H.Lév.) H.Lév.[5]